# Bakhát
A bakhát (vagy bogárhát) kisebb méretű töltés, mint például a dűlőutakon a keréknyomok között keletkező vagy talajműveléssel kialakított kiemelkedés, földgerinc.

## Meghatározása
A korszerű mezőgazdasági technológiával kialakított bakhát a talaj eredeti síkjából kiemelkedő, trapéz keresztmetszetű hasáb, lejtős táblákban a szintvonallal párhuzamosan elkészített, enyhén tömörített földsáv.
Hagyományos talajművelésnél a fogatolt ekével két oldalról történő összeszántással kialakított magasabb talajszint vagy kapáláskor összehúzott földsánc (bakhátra kapálnak).

## Létesítésének célja
1. Talajvédelem – a belvízkárok és a csapadék eróziós hatásának csökkentése;
2. Termesztés – egyes növényi kultúráknál a vízháztartás és a gyomtalanítás elősegítése;
3. Természetvédelem – az apróvadak áttelelésére, a rovarok élőhelyének fenntartására.

## Bakhátas művelés
A bakhátas technológia a széles sorközű szántóföldi növények (burgonya, kukorica, répa stb.), a kertészeti (konyhakerti) növények, a szőlő és a dohány termesztésénél alkalmazható. A növényeket a tenyészidőben magasítható gerincbe vetik/ültetik.
A bakhát lehet állandó vagy évenként újraalakított. Az előző esetben a betakarításkor a szármaradványok a bakhátak közötti mélyedésbe kerülnek, ahol a vízmegtartását is segítik.
Az olyan sík vidéken, ahol a tenyészidőre a belvizek nem tűnnek el, a növény szára a vízszint fölött marad. Lejtős táblákon az esésvonalra merőleges barázdák egyrészt a téli-tavaszi csapadék lefolyását, másrészt a csapadékvíz okozta eróziót gátolják meg.